# Ostinato oriental
El ostinato oriental, ostinato asiático, riff oriental o riff asiático es una corta composición musical utilizada en Occidente como tropo o estereotipo del Oriente, con el fin de representar un tema asociado al este de Asia, a menudo chino. El ostinato es precedido a veces del sonido de un gong.

## Historia
El ostinato oriental es una creación occidental y no tiene orígenes ni en China o el Este de Asia, que está supuesta representar. Su invención está trazada a una pieza musical llamada Aladdin Quick Step en la producción teatral The Grand Chinese Spectacle of Aladdin or The Wonderful Lamp, basada en el cuento de Aladdin, en 1847. La melodía es utilizada también en dibujos animados de los años 1930, el uno de los plus antiguos ejemplos que están Betty Boop Making Stars en 1935.
Un experto en música asiática, creador de una dedicada a ello, es el Sueco Martin Nilsson, quién lo ha descrito como un «proto cliché de Extremo Oriente» que está asociado en Occidente al este de Asia debido a los sonidos que pertenecen la escala pentatónica utilizada en la música  china, japonesa y de oeste-africano.

## Usos

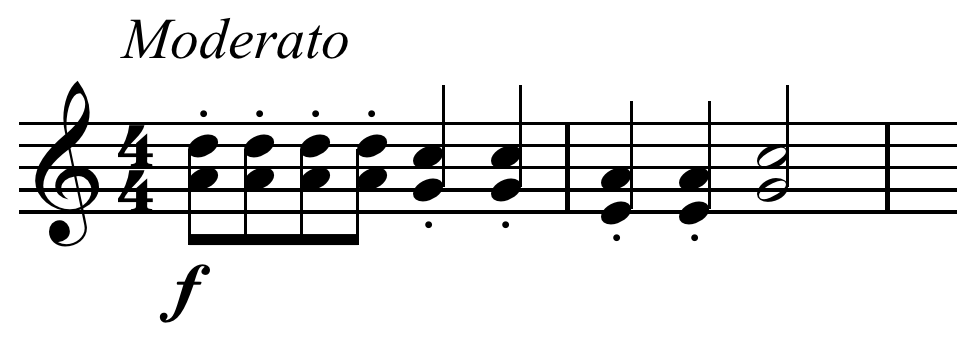
Ostinato oriental.

El ostinato oriental ha sido utilizado en numerosas obras musicales en Occidente; Kung Fu Fighting es una de las más conocidas, del exitoso disco del cantante jamaicano Carl Douglas compuesto en 1974 por el compositor indo-británico Biddu Appaiah, donde ilustra los artes marciales chinos. Es escuchado también notablemente al principio de la pieza Turning Japanese del grupo británico The Vapors, donde comunica la idea de Japón, así como en Passage to Bangkok donde hace referencia a Tailandia en una pieza del grupo canadiense Rush.
La música supuestamente asiática es escuchado frecuentemente en las comedias musicales de tinte orientalista de Broadway y Tin Pan Alley, de principios del siglo XX en Estados Unidos.
El riff oriental ha sido utilizado como tema principal del videojuego Yie Ar Kung-Fu, puesto en venta en 1985. Se le escucha igualmente en uno de los niveles del juego Súper Mario Land, de 1989. Aparece también en una escena de la película Los Aristogatos.